# Макэвой, Мэй
Мэй Макэвой (англ. May McAvoy; 8 сентября 1899 — 26 апреля 1984) — американская киноактриса черно-белого кино.

## Биография
Дебютным фильмом Макэвой стал фильм 1917 года «Ненависть». После появления в более чем трёх десятках фильмов она исполнила одну из главных ролей в фильме «Бен-Гур» режиссёра Фреда Нибло. Фильм стал одним из самых зрелищных в эпоху немого кино. Тем не менее, лучшей своей работой Мэй считала совместное с Элом Джолсоном участие в первом звуковом фильме «Певец джаза». Хотя она не участвовала в диалогах в этом фильме, её голос звучал в нескольких фильмах, в том числе во втором звуковом фильме Warner Brothers фильм ужасов «The Terror». Её голос не слишком хорошо звучал в записи, поэтому она вскоре перестала сниматься. Позже она вернулась и сыграла несколько небольших ролей в фильмах 1940-х и 1950-х годов. В 1957 году она снялась в последнем своем фильме «Создавая женщину».
В 1984 году Мэй Макэвой умерла от сердечного приступа. Похоронена на кладбище Святого Креста в Калвер-Сити, штат Калифорния. За её вклад в кинематограф на Голливудской аллее славы заложена звезда около дома 1731 по Вайн-стрит.

## Фильмография
| Фильмы | Фильмы                   | Фильмы                        | Фильмы                                        |
| Год    | На русском языке         | На языке оригинала            | Роль                                          |
| ------ | ------------------------ | ----------------------------- | --------------------------------------------- |
| 1917   | Ненависть                | Hate                          | Мэй Гарван                                    |
| 1924   | Три женщины              | Three Women                   | Джени Уилсон                                  |
| 1925   | Веер леди Уиндермир      | Lady Windermere’s Fan         | леди Уиндермир                                |
| 1925   | Бен-Гур                  | Ben-Hur: A Tale of the Christ | Эсфирь                                        |
| 1927   | Певец джаза              | The Jazz Singer               | Мэри Дейл                                     |
| 1928   | Террор                   | The Terror                    | Ольга Редмейн                                 |
| 1940   | Две девушки на Бродвее   | Two Girls on Broadway         | секретарь Шарлоты (в титрах не указана)       |
| 1940   | Третий палец, левая рука | Third Finger, Left Hand       | телефонный оператор (в титрах не указана)     |
| 1944   | Две девушки и моряк      | Two Girls and a Sailor        | Бит Ройл (в титрах не указана)                |
| 1952   | Злые и красивые          | The Bad and the Beautiful     | секретарь Пейбел (в титрах не указана)        |
| 1954   | Номер для директоров     | Executive Suite               | секртарь Гримм (в титрах не указана)          |
| 1956   | Выкуп                    | Ransom!                       | мис Мэй (в титрах не указана)                 |
| 1957   | Крылья орлов             | The Wings of Eagles           | Нюрс (в титрах не указана)                    |
| 1957   | Создавая женщину         | Designing Woman               | женщина платяного шкафа (в титрах не указана) |